# E. M. Forster
Edward Morgan Forster (conocido como E. M. Forster) (Londres, 1 de enero de 1879-Coventry, 7 de junio de 1970) fue un escritor, novelista, ensayista y libretista británico, perteneciente al Grupo de Bloomsbury y destacado por destacados de la Época eduardiana. Sus obras abordan las diferencias de clase y la hipocresía de la sociedad general.

## Biografía

### Primeros años
Hijo único del arquitecto Edward Morgan Llewelyn Forster y de Alicia Clara Whichelo (conocida como «Lily»), Forster nació en 6 Melcombe Place, Dorset Square, London NW1, en el seno de una familia de clase media alta, el 1 de enero de 1879. Originalmente iba a ser llamado "Henry", pero fue registrado como "Edward" por error.
Un año y medio después de su nacimiento, el 30 de octubre de 1880, fallece su padre de tuberculosis, y él y su madre viven en casas de amigos y parientes hasta 1883, cuando se mudan a Rooks Nest, una casa de Hertfordshire, cerca de Stevenage, hasta 1893. Esta sirvió de modelo e inspiración para Howards End, la mansión donde se desarrolla su novela de 1910, del mismo nombre.
Entre los ancestros de Forster se encontraban miembros de la Clapham Sect, un grupo de reforma de la Iglesia de Inglaterra, activo entre los 1780s-1840s, y tras la muerte de su tía abuela paterna Marianne Thornton (hija del abolicionista Henry Thornton) el 5 de noviembre de 1887, Forster heredó 8.000 libras (lo que es alrededor de un millón en la actualidad). En 1957 Forster pública su último libro, una biografía de Marianne.

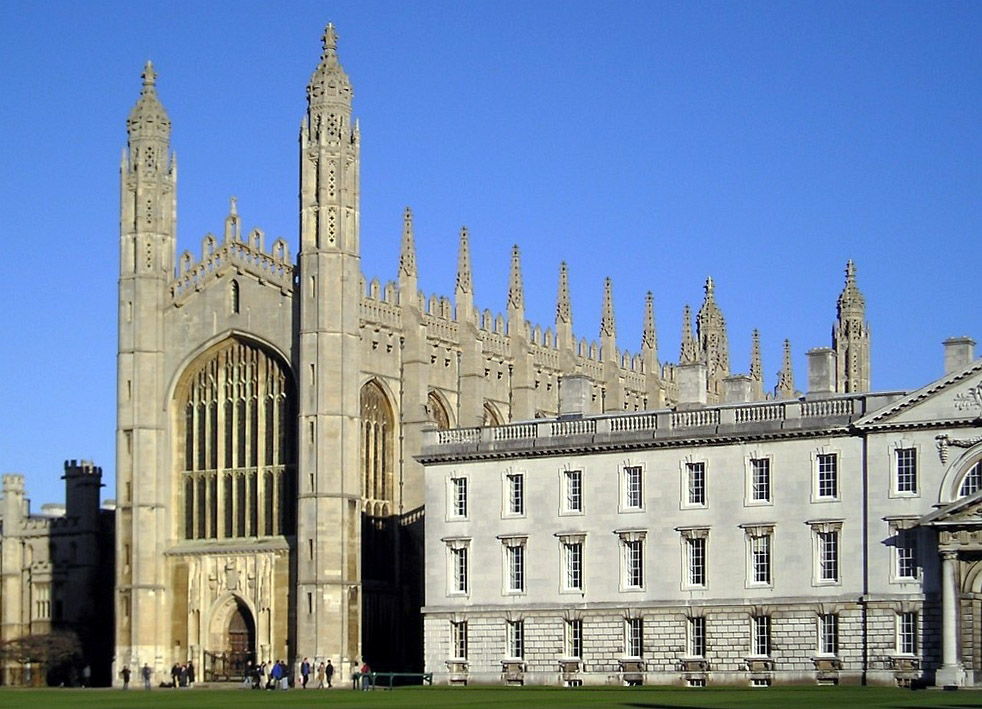
King's College de la Universidad de Cambridge.

Estudió en Tonbridge School, en Kent (donde el teatro fue nombrado en su honor mucho después, aunque Forster era infeliz en dicha escuela) como estudiante diurno.
En 1897 Forster entró al King's College de la Universidad de Cambridge para estudiar Clásicos. Sus ambiciones literarias fueron influenciadas por su tutor Nathaniel Wedd y las amistades que hizo. Se graduó en 1900 con honores de segunda clase en Literatura Inglesa y Clásicos, pero decidió quedarse un año más para estudiar historia. Aquí formó parte de la sociedad secreta conocida como Los Apóstoles, o la Cambridge Conversazione Society, que se reunía en secreto y a medianoche, una vez a la semana para discutir de filosofía, moral, estética, belleza, etc. Forster fue propuesto como miembro por Hugh Owen Meredith (1878-1964), su amigo de la universidad y de por vida, a quien dedicó su novela "Una habitación con vistas" en 1908, y en quien se cree que está basado el personaje de Clive Durham en Maurice (1913-1914 | 1971). Entre los Apóstoles hizo amistades de por vida, como el profesor y humanista Goldsworthy ("Goldie") Lowes Dickinson. Muchos de sus integrantes (entre ellos Lytton Strachey, John Maynard Keynes, Leonard Woolf y otros) acabaron formando el Círculo de Bloomsbury.
En 1914 visitó junto a G. L. Dickinson Egipto, Alemania y la India. Al acabar sus estudios universitarios, viajó por Europa con su madre y vivió con ella en Weybridge y Abinger Hammer en Surrey hasta que falleció, en 1945. Sus varios viajes a países europeos como Austria, Grecia o Italia le inspiraron en diversas obras suyas. Su primera novela, Donde los ángeles no se aventuran fue publicada cuando contaba con 26 años, en el año 1905.
Mientras trabajaba para la Cruz Roja en Egipto en los años 1916-17 tuvo una relación con un soldado. En este país llegó a conocer al poeta griego Constantino Cavafis. Después de una segunda estancia en la India se publicó una de las obras más célebres del autor inglés, Pasaje a la India, en la que analiza el conflicto entre las culturas occidentales e indias.
Después de la Primera Guerra Mundial (1914-18), dirigió durante un tiempo el periódico laborista Daily Herald. Participó en las protestas contra la censura de una novela lésbica titulada El pozo de la soledad, de Radclyffe Hall.
Durante los años 1930-40 se hizo muy famoso gracias a sus intervenciones en la radio BBC y, además de ello, fue nombrado presidente de British Humanist Association. A principios de estos años, Forster tuvo una feliz relación con un policía llamado Bob Buckingham. El escritor integró a Buckingham y a su mujer, May, en su círculo de amistades, en el que se encontraban el director del The Listener J. R. Ackerley, el compositor Benjamin Britten, el poeta Siegfried Sassoon y el novelista Forrest Reid, entre otros.
Forster hizo un tercer viaje a la India y varios a América, y durante sus últimos años siguió escribiendo en revistas y periódicos.

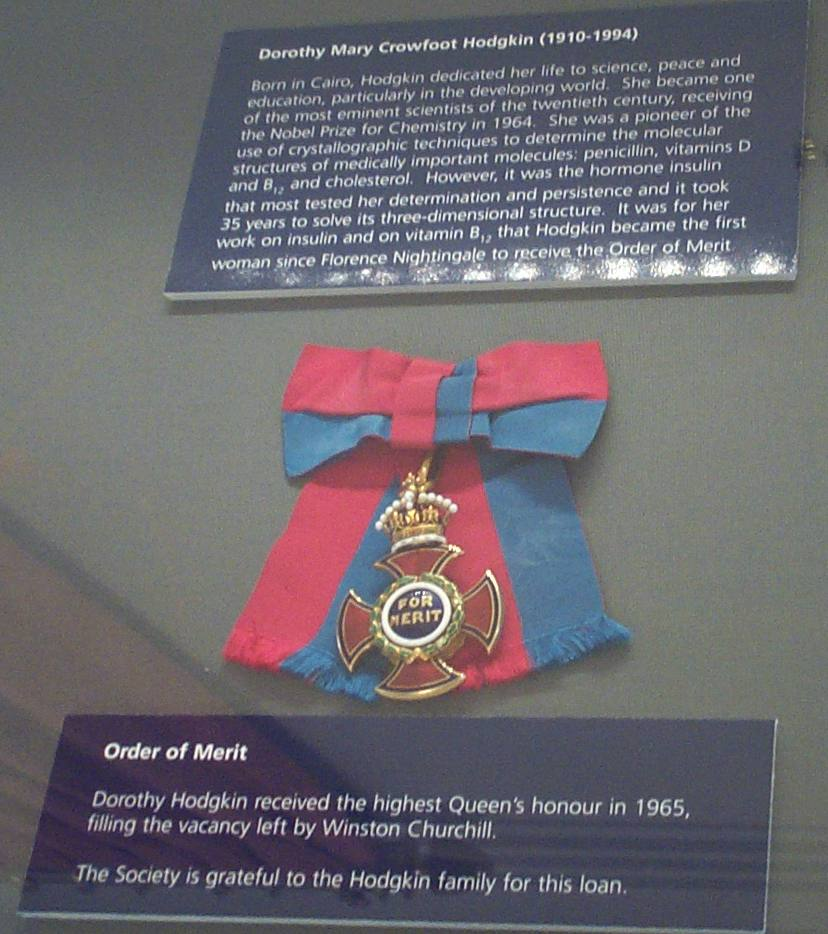
Medalla del Order of Merit expuesta en el Royal Society, Londres

Le nombraron miembro honorario del King's College de la Universidad de Cambridge, donde vivió de 1946 hasta su muerte, en 1970, en casa de los Buckingham, tal y como fue su deseo. Su cuerpo fue incinerado y sus cenizas, mezcladas con las de Buckingham, fueron luego esparcidas en el jardín de rosas del crematorio de Coventry, cerca de la Universidad de Warwick.
En vida, Forster recibió varios premios, entre ellos el Femina, el Premio James Tait Black Memorial de ficción, The Order of the Merit e incluso le fue concedido The Order of Companions of Honour por la reina Isabel II del Reino Unido. Además, estuvo nominado hasta en 13 ocasiones al premio Nobel de Literatura.

## Temas centrales de su obra
Las barreras sociales que ha habido siempre en la vida, primer tema central, son causa de las tentativas que hacen los personajes principales de Forster para comprenderse los unos a los otros. En dos de sus obras más célebres, Pasaje a la India y Howard's End, medita sobre la prácticamente imposible reconciliación entre las clases sociales. Sus ideas humanistas las desarrolló plenamente en el ensayo What I Believe.
La sexualidad es otro de los temas que aborda el autor inglés. El ejemplo más claro es Maurice, un libro que no fue publicado hasta después de su muerte por tratar la homosexualidad. Con esta obra, Forster mostraba la posibilidad de poder eliminar la diferencia de clases a través de una relación homosexual. La colección de cuentos The Life to come (La vida futura) también fue publicada poco después de su muerte por ser también escritos sobre homosexualidad.
Forster suele utilizar símbolos como técnica en sus novelas, y fue criticado (al igual que su amigo Roger Fry) por estar tan atado al misticismo. Un ejemplo de su simbolismo es el árbol olmo montano en Howard's End, las características del personaje Mr. Wilcox de la misma novela y de Mrs.Moore en Pasaje a la India, los cuales tienen un vínculo místico con el pasado y pueden conectar con personas, más allá de sus círculos sociales.

## Obra

### Novelas
En vida, Forster vio publicadas cinco de sus siete novelas en total. Maurice, pese haber sido acabada en 1914, fue publicada en 1971, un año después de su muerte. La séptima y última es Arctic Summer, la cual está inacabada.
- Donde los ángeles no se aventuran (Where Angels Fear to Tread), 1905.
- El más largo viaje (The longest Journey), 1907.
- Una habitación con vistas (A Room with a View), 1908.
- La mansión (Howard's End), 1910.
- Pasaje a la India (A Passage to India), 1924.
- Maurice, obra póstuma, escrita entre 1913 y 1914, fue publicada en 1971, un año después de su muerte.
- Arctic Summer, obra póstuma publicada en 1980.

### Cuentos
The Celestial Omnibus and other stories (El Ómnibus Celestial), colección de 6 cuentos publicada en 1911 cuyos títulos son:
- The story of a Panic[6]
- The Other Side of the Hedge[7]
- The Celestial Omnibus[8]
- Other Kingdom (1909)[9]
- The Curate's Friend[10]
- The Road from Colonus[11]

The Eternal Moment and other stories, esta colección de también 6 cuentos fue publicada en 1928:
- The Machine Stops[12] (La máquina se detiene)
- The Point of It[13]
- Mr. Andrews[14]
- Co-Ordination[15]
- The Story of The Siren[16]
- The Eternal Moment[17]

The Collected Tales of E. M. Forster, publicado en 1947, combina los cuentos de las dos colecciones anteriores The Celestial Omnibus y The Eternal Moment.
The Life to Come and other stories (La vida futura), es una colección póstuma publicada en 1972, dos años después de la muerte de Forster. Los títulos que contiene son los siguientes (exceptuando el primero, que se trata de la introducción):
- Introducción de Oliver Stallybrass.
- Ansell
- Albergo Empedocle
- The Purple Envelope (El sobre morado)
- The Helping Hand (La mano amiga)
- The Rock (La Roca)
- The Life to Come (La vida futura)
  - Noche
  - Tarde
  - Día
  - La mañana
- Dr. Woolacott
- Arthur Snatchfold
- The Obelisk (El obelisco)
- What Does it Mather? A Morality (¿Qué más da? Un cuento moral)
- The Classical Annex (El pabellón clásico)
- The Torque (El collar)
- The Other Boat (El otro barco)
- Three Courses and a Dessert: Being a New and Gastronomic Version of the Old Game of Consequences (Tres platos y un postre. Una nueva versión gastronómica del antiguo juego de "las consecuencias"). En este último hay más de un autor:
  - The First Course (El primer plato) por Christopher Dilke
  - The Second Course (El segundo plato) por E.M. Forster
  - The Third Course (El tercer plato) por Alfred Edgar Coppard
  - The Dessert (El postre) por James Laver.

### Obras de teatro
- England's Pleasant Land, de 1940

### Ensayos y otros escritos
- The Abinger Pageant, de 1934. Forster escribe un romántico himno pastoral a la ciudad y evoca nostálgicamente la gloria de la antigua Inglaterra.
- Abinger Harvest, 1936. Esta obra es toda una colección de artículos, ensayos, revisiones y poemas escritos durante 30 años de Forster.
- Two Cheers for Democracy, 1951. Esta es su segunda colección de ensayos y artículos. Se compone de dos partes, la primera titulada The Second Darkness, vinculada con la Segunda Guerra Mundial y donde aborda temas como el antisemitismo o la censura de la época. La segunda, What I Believe, se divide en tres secciones, cuyos títulos son Arts in General, The Arts in Action y, por último, Places.
- What I Believe and other Essays. What I Believe es quizás su ensayo más célebre, en el que plasma sus pensamientos sobre las relaciones personales y el estado, la democracia y el individualismo.
- Commonplace Book, póstumo, 1987.

### Biografías
- Goldsworthy Lowes Dickinson, publicado en el año 1934, es una biografía sobre este historiador inglés, el cual se hizo íntimo amigo de Forster desde que lo conoció en el King's College de Cambridge, del que era profesor.
- Marianne Thornton, A Domestic Biography, de 1956, trata sobre la vida de su tía, la cual le dio el suficiente dinero para poder estudiar en Cambridge. Murió a la edad de 90 años.

### Relatos de viajes
- Alexandria: A History and Guide, 1922. Forster acabó de escribir esta célebre guía el mismo año en que acabó su trabajo para la Cruz Roja en Egipto, en 1919. La primera parte se compone de una historia de Alejandría escrita por el propio Forster, desde la fundación de la ciudad por Alejandro Magno, pasando por las invasiones y ocupaciones que sufrió (árabe, romana y turca) hasta la Alejandría cosmopolita del siglo XVIII.
- Parhos and Pharillon (A Novelist's Sketchbook of Alexandria Through the Ages), 1923. En este libro se reúnen varios ensayos que Forster escribió en Egipto en el mismo periodo que el anterior. Fue impreso y publicado por Leonard y Virginia Woolf.
- The Hill of Devi, 1953. Para escribir esta obra se inspiró en sus viajes que hizo a la India y su visita al Maharajá. Contiene : Introducción · Cartas de 1912-13 · The State and its Ruler · Cartas de 1921 (Settling In - Birth of a Baby - Scindhia's Visit - The Rains - The Insult - Gokul Ashtami - On Tour - Dassera - Colonel Wilson) · Catástrofe (The Yuvraj - Pondicherry).

### Libreto de ópera
- E. M. Forster creó, en colaboración con Eric Crozier, un libreto para la ópera Billy Budd del compositor Benjamin Britten. Se basa en la novela de Herman Melville Billy Budd que acabó de escribir en 1891. El libreto data del año 1951 y en un principio tenía cuatro actos, pero finalmente sólo se compone de dos, tras una modificación del propio Britten. La historia se desarrolla en el año 1797 en un buque de guerra británico llamado Indómito, bajo el mando de Edward Fairfax Vere. Esta ópera tiene la particularidad de que debe ser cantada solamente por hombres.

### Críticas literarias
- Aspects of the novel, data de 1927. Para escribir este libro se basó en las clases que dio en la universidad de Cambridge. Con esta obra, Forster ayuda a entender la novela. Por ejemplo, dividió los personajes en redondos (evalucionan a lo largo de la novela) y planos (no evolucionan).
- The Feminine Note in Literature, obra póstuma, publicada en el año 2001. En esta obra Forster hace su propia meditación sobre el papel de la mujer en la literatura y si existe diferencias entre la forma de escribir de una mujer y un hombre.

## Obras de Forster en el cine y la TV

### Guion cinematográfico
- A Diary for Timothy, documental dirigido por Humphrey Jennings en 1945.

### Películas basadas en sus novelas
- Pasaje a la India, adaptación cinematográfica del director David Lean en 1984. Basada en la novela homónima (A Passage to India en inglés).
- Una habitación con vistas, llevada al cine por James Ivory en 1986. Basada en la novela homónima (A Room with a View en inglés).
- Maurice, también adaptada al cine por James Ivory, en 1987, y protagonizada por James Wilby, Hugh Grant y Rupert Graves. Basada en la novela homónima (Maurice en inglés).
- Donde los ángeles no se aventuran, llevada al cine por Charles Sturridge en 1991. Basada en la novela homónima (Where Angels Fear to Tread en inglés).
- Regreso a Howards End, dirigida por James Ivory en 1992. Se basa en la novela La mansión (Howards End en inglés).

### TV y cortometrajes
- The Machine Stops - TV, Reino Unido - del director Philip Saville. Data de 1966. El guion ha sido una adaptación de Kenneth Cavander y Clive Donner.
- The Obelisk - TV, Reino Unido - dirigido por Giles Foster en el año 1977. Se basa en el cuento de mismo título.
- Billy Budd - TV, Reino Unido - dirigido por Barrie Gavin y es del año 1988. Se utilizó el libretto de Forster, Billy Budd.
- Plug, cortometraje del año 1998. Su director es Meher Gourjian y se basa en el cuento The Machine Stops.
- Desire, cortometraje del año 2000 dirigido por Jorge Torregrossa, basado en el cuento The Obelisk.

## Libros sobre E. M. Forster
- Bradbury, Malcolm, ed. Forster: A collection of Critical Essays (Nueva Jersey, 1966).
- Brander, Laurence. E.M. Forster. A critical study (Londres, 1968).
- Cavaliero, Glen. A Reading of E.M. Forster (Londres, 1979).
- Colmer, John. E.M. Forster - The personal voice (Londres, 1975).
- Gardner, Philip, ed. E.M. Forster: The critical heritage (Londres, 1973).
- Martin, John Sayre. E.M. Forster. The endless journey (Londres, 1976).
- Page, Norman, ed. E.M. Forster, Macmillan Modern Novelists (Houndmills, 1987).
- Scott, P.J.M. E.M. Forster: Our Permanent Contemporary, Critical Studies Series (Londres, 1984).
- Sogos, Sofia. "Natura e mistero nei racconti di Edward Morgan Forster. Nature and Mystery in Edward Morgan Forster’s Tales", edited by Giorgia Sogos (Bonn, 2018). ISBN 978-3-945177-61-7.
- Wilde, Alan. Art and Order. A Study of E.M. Forster (Nueva York, 1967).